# Przedplon
Przedplon – roślina, której uprawa poprzedza kolejną uprawianą na tym samym polu, zwaną rośliną następczą. Kolejność różnych roślin uprawianych jako przedplon i następcze w ramach ich zmianowania ma istotny wpływ na jakość stanowiska i ich plonowanie.
Jako dobry przedplon, poprawiający stanowisko, określane są rośliny okopowe (tylko w przypadku równoczesnego zasilania obornikiem), motylkowe drobnonasienne, strączkowe i przemysłowe. Przy czym poprawa stanowiska powiązana jest z jego właściwym nawożeniem. Za rośliny pogarszające stanowisko uprawiane jako przedplon uznawane są zboża i len zwyczajny. Generalnie rośliny wieloletnie, a zwłaszcza mieszanki traw i motylkowych dobrze wpływają na sprawność gleby, w przeciwieństwie do roślin jednorocznych. Częstszego zmianowania wymagają uprawy na glebach lekkich, a na zwięzłych rekomendowany jest możliwie wolny cykl zmianowania upraw. Istotnym czynnikiem wpływającym na dobór roślin do upraw w roli przedplonu jest długość okresu potrzebnego do ich uprawienia i wymagane terminy siewu roślin następczych.